# کونکوویتسه
کونکوویتسه (به چکی: Kunkovice) یک منطقهٔ مسکونی در جمهوری چک است که در ناحیه کرومیریژ واقع شده‌است. کونکوویتسه ۷٫۱۳ کیلومتر مربع مساحت و ۶۴ نفر جمعیت دارد و ۳۰۹ متر بالاتر از سطح دریا واقع شده‌است.